# Левитин, Андрей Валерьевич
Андрей Валерьевич Левитин (род. 1 февраля 1980) — российский хоккеист, нападающий, тренер.

## Биография
Воспитанник школы ЦСКА. Играл в командах низших лиг России «ЦСКА-2» (1996/97 — 1998/99, 1999/2000), «Заполярник» Норильск (2000/01), ТХК Тверь (2001/02, 2002/03). Был в составе эстонских клубов «Кохтла-Ярве Централ» (1998/99), «Калев-Вялк» (2005/06), «Виру Спутник» (2008/09). Выступал за белорусские команды «Брест» (2003/04), «Витебск» (2003/04 — 2004/05). В сезоне 2005/06 играл за итальянский «Вальпелличе». В сезонах 2006/07 — 2007/08, 2010/11 — 2011/12 выступал в Нидерландах за «Фрисланд Флайерз».
Бронзовый призёр последнего юниорского чемпионата Европы 1998 года.
Окончил Тверской государственный университет (2014), Университет имени Лесгафта (2016).
Тренер в команде «Тверичи» (2013—2017). Тренер команды сборной Москвы 2004 г.р. (2017—2018), главный тренер команд 2007 г. р. и юниорской команды ХК «Морские львы» (2017—2020), главный тренер команды 2007 г. р. «Академии Спартак» (2020—2021), спортивный директор и старший тренер «Арены Плей» (2021—2022). С 2022 года — спортивный директор «Красной Машины Юниор» Москва.